# Матиас-Ромеро
Матиас-Ромеро (Оахака) (исп. Matías Romero)  —   город и муниципалитет в Мексике, входит в штат Оахака. Население — 38 421 человек (на 2005 год).

## История
Город основан в 1906 году.